# Столкновение над Егорьевском
Столкновение над Егорьевском — авиационная катастрофа, произошедшая в пятницу 9 сентября 1994 года в Шатурском районе Московской области в окрестностях Егорьевска при столкновении самолётов Ту-134АК и Ту-22М3. В результате столкновения авиалайнер получил критические повреждения и упал, в результате чего погибли все 8 человек на его борту.

## Самолёты
Ту-134АК с бортовым номером 65760 (заводской — 62187, серийный — 51-05) был выпущен Харьковским авиазаводом в 1979 году и к 24 мая передан Лётно-исследовательскому институту имени М. М. Громова.

## Столкновение
Ту-134 выполнял совместный полёт с Ту-22М3 борт 32 на высоте 3000 метров. Экипаж самолёта-лаборатории Ту-134 состоял из командира (КВС) лётчика-испытателя В. В. Павлова, правого лётчика, лётчика-испытателя В. С. Кушина, штурмана-испытателя А. А. Хохрякова, бортинженера-испытателя С. Н. Изгородина и бортрадиста-испытателя И. Ю. Соколова. Также на борту находились ведущий инженер (начальник сектора, к.т.н.) А. А. Королёв, ведущий инженер-исследователь В. М. Галкин и кинооператор (инженер-испытатель) Е. В. Колпаков. Экипаж бомбардировщика Ту-22М3 состоял из командира, лётчика-испытателя А. В. Махалина, правого лётчика, лётчика-испытателя Б. И. Веремея, штурмана-испытателя Г. В. Федосеева, бортоператора, бортрадиста-испытателя  Б. А. Грищенко. 
.
В ходе полёта требовалось с борта Ту-134 произвести съёмку на тепловизор процесса обтекания доработанного крыла Ту-22М3. Ранее в марте 1994 года уже производился аналогичный полёт, но полученная в тот раз съёмка была неудовлетворительной, так как между самолётами было большое расстояние. В попытке приблизить Ту-134 к Ту-22М3 экипаж первого допустил, что расстояние между ними сократилось до 10—15 метров. Возник эффект Вентури, когда проходящий между двумя близко расположенными самолётами воздушный поток начал притягивать их друг к другу.
У Ту-134 в результате столкновения был разрушен киль вместе со стабилизатором. Потеряв управление, авиалайнер столкнулся с землёй близ деревни Самойлиха в Шатурском районе Московской области и в 45 километрах северо-восточнее Егорьевска. Все 8 человек на его борту погибли. У Ту-22М3 был повреждён воздухозаборник левого двигателя, порвана кромка левого крыла, пробоина фюзеляжа за кабиной бортоператора, но его экипаж сумел посадить самолёт на аэродроме в Раменском. Больше данный Ту-22М3 для полётов не использовался.